# Walter Erbì
Mons. Walter Erbì (* 8. ledna 1968 Turín) je italský římskokatolický duchovní, arcibiskup a apoštolský nuncius.

## Život
Narodil se 8. ledna 1968 v Turíně.
Vstoupil do kněžského semináře a po dokončení teologických studií byl 10. května 1992 vysvěcen na kněze. Inkardinován byl do diecéze Iglesias. Poté pokračoval ve studiu na Papežské církevní akademii. Získal také titul z kanonického práva. Dne 1. července 2001 vstoupil do diplomatických služeb Svatého stolce. Byl poslán na apoštolskou nunciaturu na Filipínách. Poté přešel do Státního sekretariátu do sekce pro všeobecné záležitosti. Dne 3. července 2004 mu byl udělen titul Kaplan Jeho Svatosti a roku 2012 Prelát Jeho Svatosti. Před jmenováním nunciem působil na nunciaturách v Itálii, ve Spojených státech amerických a Turecku.
Dne 16. července 2022 jej papež František jmenoval titulárním arcibiskupem z Nepi a apoštolským nunciem v Libérii. Dne 20. července 2022 mu byla přidělena také nunciatura v Sierra Leone. Biskupské svěcení přijal 3. září 2022 z rukou kardinála Pietra Parolina a spolusvětiteli byli kardinál Arrigo Miglio a biskup Giovanni Paolo Zedda. Od 30. listopadu je také nunciem v Gambii.